# Denninger Straße
Die Denninger Straße ist eine Innerortsstraße im Stadtbezirk 13 Bogenhausen von München.

## Verlauf
Die Denninger Straße beginnt am Herkomerplatz, an dem mehrere wichtige Straßen (Oberföhringer Straße, Bülowstraße als Verbindung zur Effnerstraße, Ismaninger Straße und die von der Isar kommende Montgelasstraße) zusammentreffen. Sie führt in generell östlicher Richtung durch das nördliche Altbogenhausen zum Mittleren Ring (Richard-Strauss-Straße mit Richard-Strauss-Tunnel), begrenzt südlich den Arabellapark und nördlich den weitgehend als Grünfläche erhaltenen Denninger Anger mit dem Sportgelände Rothof. Nach Querung der in Verlängerung der Cosimastraße in Nord-Süd-Richtung zur Bundesautobahn 94 verlaufenden Achse Weltenburger Straße-Vollmannstraße liegt südlich der Mittelteil des Denninger Angers, der von der als Grünverbindung freigehaltenen Trasse der Tangente 5-Ost des früher geplanten Äußeren Rings gekreuzt wird. Nördlich der Denninger Straße liegt nahe der Kreuzung mit der Ostpreußenstraße als letztes Relikt der Ortschaft Denning aus dem 19. Jahrhundert der Alte Kernhof (Nr. 233, heute Gaststätte). Westlich davon stehen die größtenteils durch Neubauten ersetzten Häuser auf dem Gelände der ab 1924 errichteten Denninger Kolonie.

## Öffentlicher Verkehr
Die U-Bahn-Station Richard-Strauss-Straße liegt unter der Kreuzung mit der gleichnamigen Straße. Durch die Straße führen mehrere Stadtbuslinien.

## Geschichte
Die Denninger Straße folgt der alten Verbindung von Daglfing und Denning nach Bogenhausen und München. Auf der Höhe der heutigen Weltenburger Straße stand zur Erhebung des Pflasterzolls ein Pflasterzollhaus (Denninger Straße 162, nach Plänen von Hans Grässel).
An der Denninger Straße entstanden die größeren Wohnungsbauvorhaben Denninger Straße/Warthestraße ab 1967 (erbaut durch die Münchener Rückversicherung) und Denninger Straße 152/168 (1989 bis 1991, ebenfalls Münchener Rückversicherung).
Seit Ende 2022 erfolgte der teilweise Rückbau der östlich der Richard-Strauss-Straße vierstreifig ausgebauten Straße (Anlage einer Busspur stadteinwärts).

## Baudenkmäler

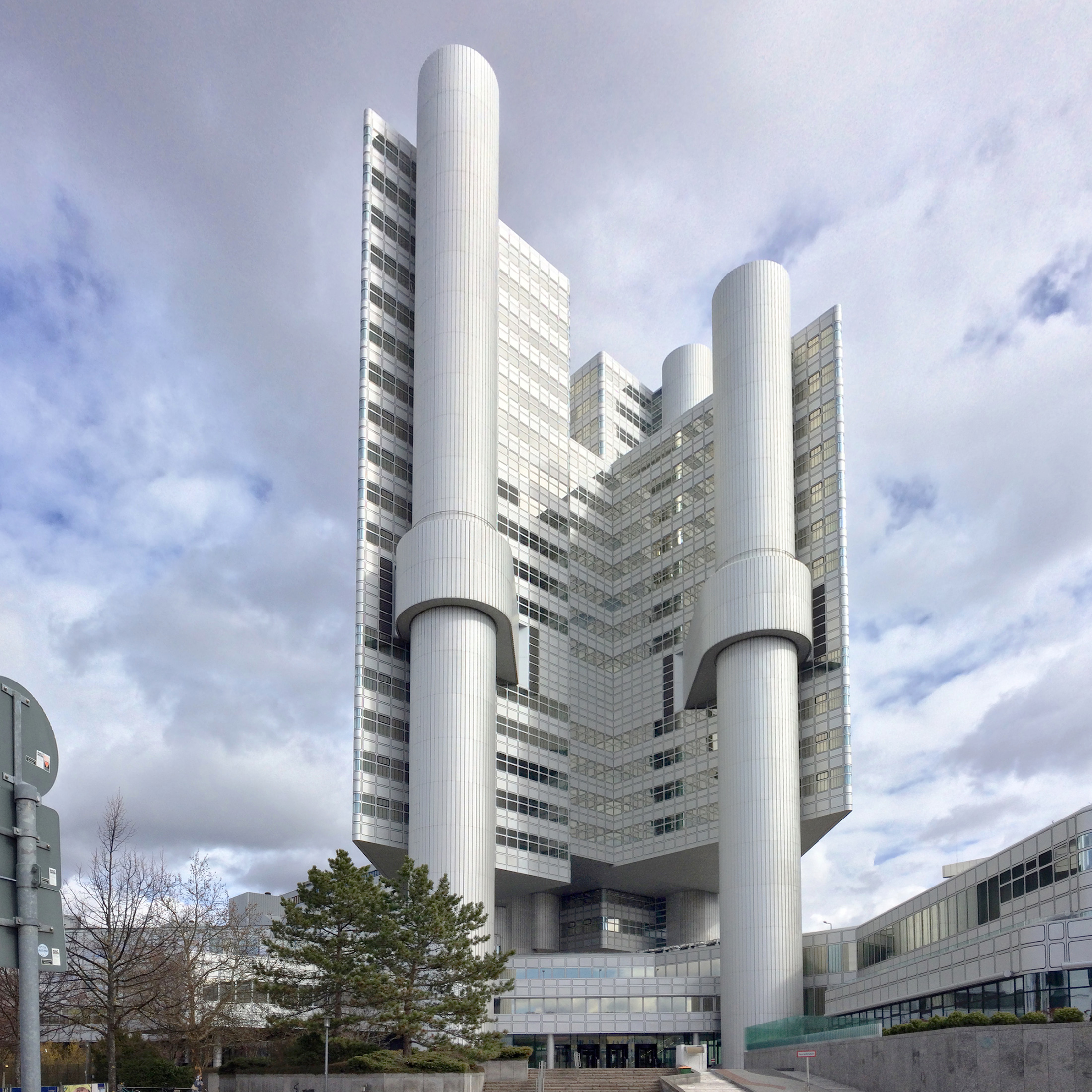
HVB Tower

- An der Ecke Denninger Straße/Richard-Strauss-Straße steht der schon zur Richard-Strauss-Straße gehörende, seit 2012 unter Denkmalschutz stehende HVB Tower mit einer Höhe von 113,7 m.

## Schulen

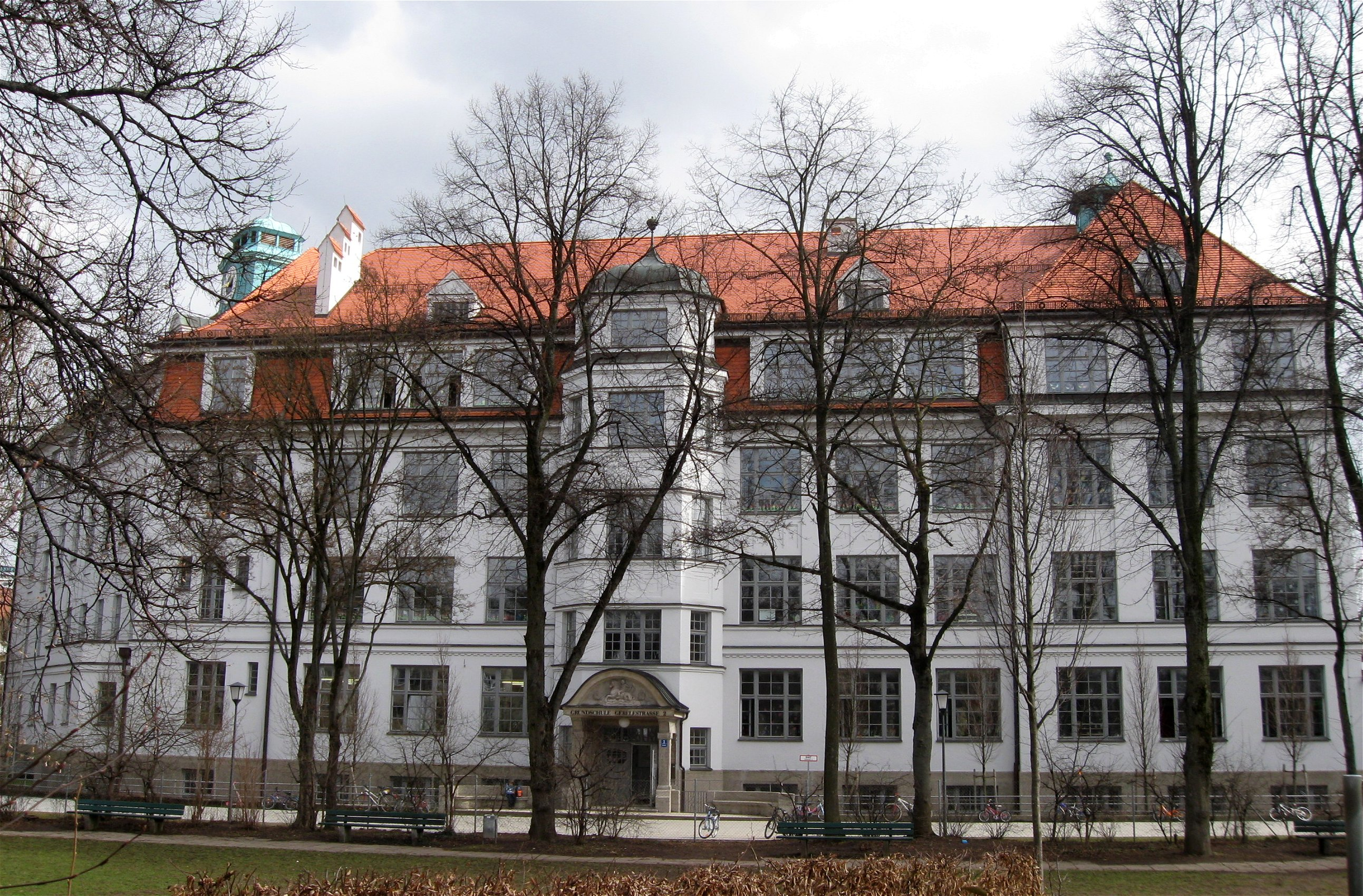
Grundschule an der Gebelestraße („Gebeleschule“)

- In nächster Nähe der Denninger Straße liegt die Grundschule an der Gebelestraße (Gebelestraße 2) von Wilhelm Bertsch.

## Kunstobjekte
- Skulptur „Drachenlenker“, Ecke Amberger Straße, 1959/1960 von Otto Kallenbach.

## Hotels
- Hotel Rothof, Nr. 120

## Sonstiges

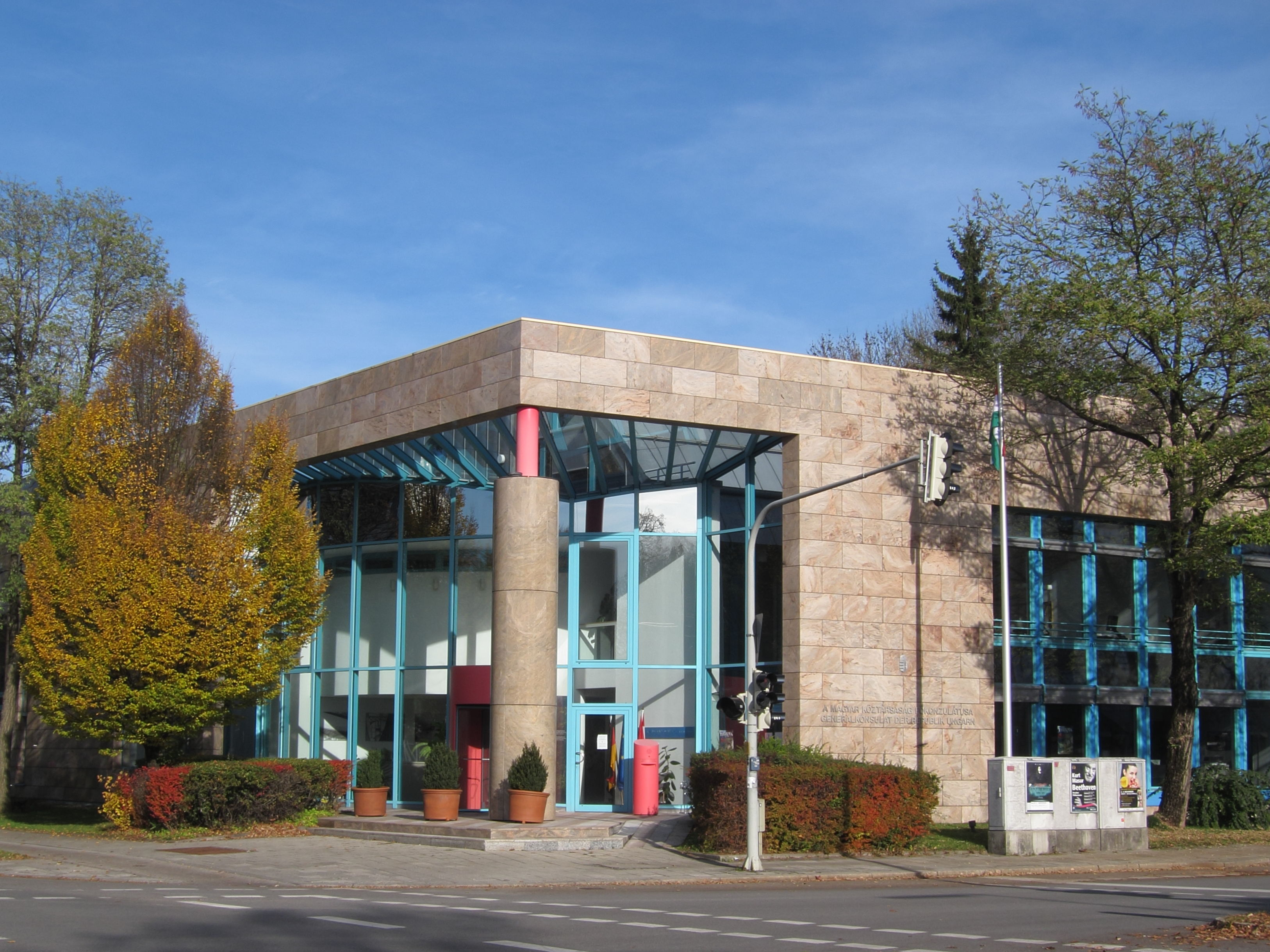
Ehemaliges ungarisches Generalkonsulat, Vollmannstraße 2

- Ehemaliges ungarisches Generalkonsulat, (Adresse: Vollmannstraße 2), Ecke Denninger Straße
- Ehemaliges Obermaiersches Kiesquetschwerk, Denninger Straße 190[6], jetzt Wagenburg „Hin und Weg“.